# Midway Games
Midway Games var en spelutvecklare och utgivare som var känd för spelserier som  Mortal Kombat, Rampage, Spy Hunter, NBA Jam, Cruis'n och NFL Blitz.
Företaget grundades 1958 av Henry Ross och Marcine Wolverton som Midway Manufacturing. Februari 2009 gick företaget i konkurs, Warner Bros. Interactive Entertainment köpte upp det mesta ur Midways arkiv med bland annat Mortal Kombat.

## Utgivna titlar i urval
- Pac-Man (1980)
- Pac-Land (1984)
- Kings of Steel (1984)
- Terminator 2: Judgment Day (1991)
- Mortal Kombat (1992)
- The Addams Family (1992)
- Mortal Kombat II (1993)
- Twilight Zone (1993)
- Indiana Jones: The Pinball Adventure (1993)
- Judge Dredd (1993)
- World Cup Soccer (1994)
- Theatre of Magic (1995)
- The Champion Pub (1998)
- Cactus Canyon (1998)
- Midway Arcade Treasures (2003)
- Blacksite: Area 51 (2007)
- Mortal Kombat vs. DC Universe (2008)
- NHL Hitz 2002 (2001)
- NHL Hitz 2003 (2002)
- NHL Hitz Pro (2003)
- Olympic Hockey Nagano '98 (1998)